# 飛向彩虹滿貫全壘打
《飛向彩虹滿貫全壘打》（日语：虹のグランドスラム）是日本男性R&B歌手久保田利伸的個人總計第16張單曲。1995年7月7日由Sony Records發行。

## 解說
表題曲「飛向彩虹滿貫全壘打」是1995年6月至1996年3月由朝日放送製作、朝日電視網播出的電視動畫《H2》選用的前期（第1話－第23話）片頭主題曲，也是他的第1首動畫主題歌曲。後來有收錄在專輯《LA·LA·LA LOVE THANG》。
該歌曲的創作背景則是來自久保田利伸學生時代從屬棒球社的經驗填詞、作曲及編曲。並首次登上TBS電視台音樂節目《CDTV》的排行榜。

## 收錄歌曲
所有歌曲由久保田利伸作詞、作曲。
1. 飛向彩虹滿貫全壘打（虹のグランドスラム）(3:52)
  - 編曲：久保田利伸、柿崎洋一郎（日语：柿崎洋一郎）
  - 朝日放送製作、朝日電視網電視動畫《H2》前期片頭主題曲
2. 女D.J. “FONK”(4:55)
編曲：久保田利伸
3. 飛向彩虹滿貫全壘打（Vocal less）(3:52)

## 翻唱
- 飛向彩虹滿貫全壘打
  - 由《H2》主要角色聲優今村惠子、古本新之輔（日语：古本新乃輔）、宮本充、鈴木真仁主唱，收錄在『「H2」 Original Soundtrack』。